# Kem đuôi hổ

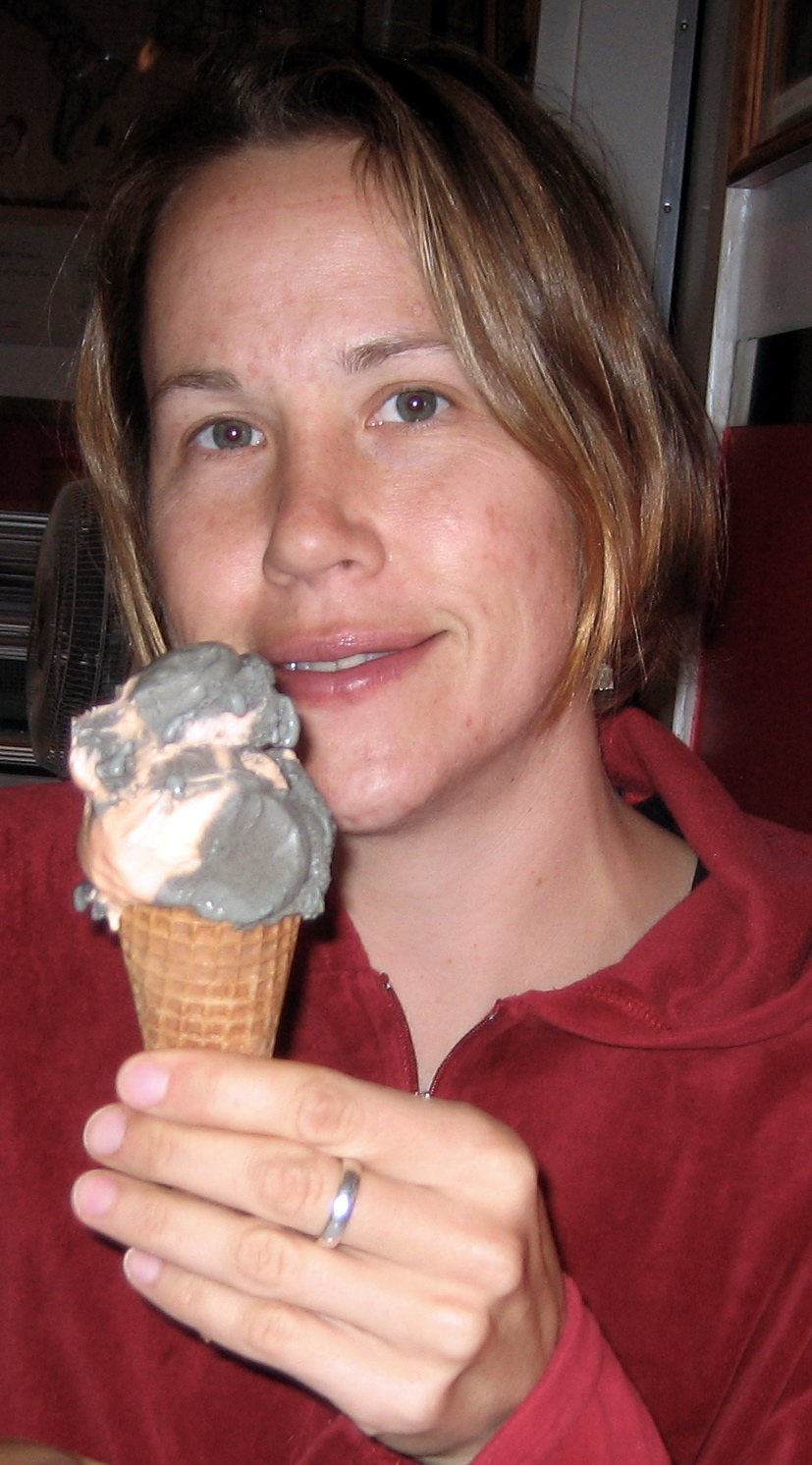
Người phụ nữ cầm cây kem đuôi hổ bằng vỏ ốc quế.

Kem đuôi hổ (tiếng Anh: Tiger tail ice cream) hay còn gọi là hổ hổ hoặc hương hổ, là một loại kem có hương vị cam của Canada với đường xoáy cam thảo đen. Đuôi hổ phổ biến nhất ở các vùng của Canada và khó mà tìm thấy ở những nơi khác. Kem này do Morgan Carr tạo ra, là một loại kem có hương vị đặc biệt. Hương vị kem này được các công ty như Chapman's Ice cream và Kawartha cung cấp. Đuôi hổ vốn được coi là một hương vị kem phục cổ và đã chứng kiến sự trỗi dậy liên quan đến làn sóng hoài niệm trong những năm gần đây.